# Atalanta Bergamasca Calcio 1929-1930
Questa pagina raccoglie i dati riguardanti l'Atalanta Bergamasca Calcio nelle competizioni ufficiali della stagione 1929-1930.

## Stagione
Nella stagione 1929-1930 il primo campionato a girone unico vede l'Atalanta disputare il primo campionato di Serie B e tentare l'assalto alla neonata Serie A. Per riuscire nell'impresa il presidente Pietro Capoferri chiama in panchina Aldo Cevenini, che tuttavia non riesce a ottenere grandi risultati, con la squadra che naviga in un'anonima posizione di centroclassifica. Chiude il torneo in ottava posizione con 37 punti. La principale nota positiva della stagione nerazzurra consiste nell'esplosione di due giovani provenienti dal vivaio: Giulio Panzeri e Carlo Ceresoli.
La Coppa Italia non viene disputata.

## Organigramma societario
Area direttiva
- Presidente: Pietro Capoferri
- Vice Presidenti: ?
- Segretari: ?
- Cassiere: Oreste Onetto
- Consiglieri: ?

Area tecnica
- Allenatore: Aldo Cevenini

Area sanitaria
- Massaggiatore: Leone Sala

## Rosa
| N. |                   | Ruolo | Calciatore          |
| -- | ----------------- | ----- | ------------------- |
|    | Italia (bandiera) | P     | Gino Perani         |
|    | Italia (bandiera) | P     | Carlo Ceresoli      |
|    | Italia (bandiera) | D     | Ettore Boninsegna   |
|    | Italia (bandiera) | D     | Riccardo Cornolti   |
|    | Italia (bandiera) | D     | Antonio Perduca     |
|    | Italia (bandiera) | D     | Francesco Bettoni   |
|    | Italia (bandiera) | C     | Vittorio Casati     |
|    | Italia (bandiera) | C     | Fermo Colombo       |
|    | Italia (bandiera) | C     | Emilio Scarpellini  |
|    | Italia (bandiera) | C     | Francesco Simonetti |
|    | Italia (bandiera) | C     | Giovanni Varasi     |

| N. |                   | Ruolo | Calciatore               |
| -- | ----------------- | ----- | ------------------------ |
|    | Italia (bandiera) | C     | Giuseppe Volta           |
|    | Italia (bandiera) | A     | Federico Baj             |
|    | Italia (bandiera) | A     | Giacomo Bruschieri       |
|    | Italia (bandiera) | A     | Romano Buschi            |
|    | Italia (bandiera) | A     | Giacomo Cornolti         |
|    | Italia (bandiera) | A     | Giorgio Delvai           |
|    | Italia (bandiera) | A     | Giuseppe Galimberti      |
|    | Italia (bandiera) | A     | Ugo Lodi                 |
|    | Italia (bandiera) | A     | Arnaldo Nebbia           |
|    | Italia (bandiera) | A     | Giulio Panzeri           |
|    | Italia (bandiera) | A     | Angelo Pietro Maffezzoli |

## Calciomercato
| Acquisti | Acquisti                 | Acquisti          | Acquisti      |
| R.       | Nome                     | da                | Modalità      |
| -------- | ------------------------ | ----------------- | ------------- |
| D        | Francesco Bettoni        | Ardens            | definitivo    |
| C        | Vittorio Casati          | Comense           | definitivo    |
| A        | Giacomo Bruschieri       | Crema             | definitivo    |
| A        | Giuseppe Galimberti      | Comense           | definitivo    |
| A        | Ugo Lodi                 | Pro Broni         | definitivo    |
| A        | Angelo Pietro Maffezzoli | Franchi Gregorini | fine prestito |
| C        | Luigi Tentorio           | Palazzolo         | definitivo    |
| P        | Aldo Verdoni             | Derthona          | definitivo    |

| Cessioni | Cessioni                    | Cessioni     | Cessioni      |
| R.       | Nome                        | da           | Modalità      |
| -------- | --------------------------- | ------------ | ------------- |
| C        | Eridio Bonardi              | Milan        | definitivo    |
| C        | Onorato Bonzani             | La Dominante | definitivo    |
| C        | Oreste Moretti              |              | fine carriera |
| C        | Luigi Poggia                | Varese       | definitivo    |
| C        | Luigi Rizzatti              | Milan        | definitivo    |
| C        | Salvatore Giovanni Salvetti | Crema        | definitivo    |
| P        | Angelo Farina               | Crema        | definitivo    |

## Risultati

### Serie B

#### Girone d'andata
| La Spezia 6 ottobre 1929 1ª giornata | Spezia                | 0 – 0 | Atalanta | Stadio Alberto Picco\| Arbitro: \| Mattea (Casale Monf.) \| |
| Arbitro:                             | Mattea (Casale Monf.) |       |          |                                                             |

| Prato 13 ottobre 1929 2ª giornata | Prato              | 0 – 0 | Atalanta | Campo Vittorio Veneto\| Arbitro: \| Scorzoni (Bologna) \| |
| Arbitro:                          | Scorzoni (Bologna) |       |          |                                                           |

| Arbitro: | Tagliabue (Milano) |

|               |           |  |
| Simonetti 16’ | Marcatori |  |

| Arbitro: | P. Barlassina (Novara) |

|                            |           |           |
| Galimberti 13’ Panzeri 47’ | Marcatori | 60’ Bruno |

| Arbitro: | Gonani (Ravenna) |

|  |           |                                |
|  | Marcatori | 55’ (aut.) Milinovich 60’ Lodi |

| Arbitro: | Scorzoni (Bologna) |

|          |           |  |
| Lodi 65’ | Marcatori |  |

| Arbitro: | Scarpi (Dolo) |

|                              |           |  |
| Rivolo 15’ Luchetti 25’, 68’ | Marcatori |  |

| Arbitro: | Serra (Bologna) |

|                      |           |             |
| Lodi 10’ Panzeri 46’ | Marcatori | 1’ Civinini |

| Arbitro: | Beretta (Novi Ligure) |

|             |           |            |
| Aliatis 30’ | Marcatori | 16’ Buschi |

| Novara 15 dicembre 1929 10ª giornata | Novara            | 0 – 0 | Atalanta | Campo di via Lombroso\| Arbitro: \| Garbieri (Genova) \| |
| Arbitro:                             | Garbieri (Genova) |       |          |                                                          |

| Arbitro: | Ferro (Milano) |

|                      |           |  |
| G. Cornolti 22’, 54’ | Marcatori |  |

| Arbitro: | Gonani (Ravenna) |

|  |           |             |
|  | Marcatori | 31’ Carrera |

| Arbitro: | Garbieri (Genova) |

|                             |           |          |
| Mistrali 31’ G. Mazzoni 77’ | Marcatori | 83’ Lodi |

| Arbitro: | Sani (Ferrara) |

|                                   |           |  |
| Greppi 7’ (aut.) Panzeri 17’, 52’ | Marcatori |  |

| Casale Monferrato 26 gennaio 1930 15ª giornata | Casale         | 0 – 0 | Atalanta | Stadio Natale Palli\| Arbitro: \| Lenti (Genova) \| |
| Arbitro:                                       | Lenti (Genova) |       |          |                                                     |

| Arbitro: | Dani (Genova) |

|                                |           |                     |
| Panzeri 4’, 82’ G.Cornolti 40’ | Marcatori | 28’ (aut.) Ceresoli |

| Arbitro: | Mattea (Casale Monferrato) |

|                          |           |                        |
| Bonesini 14’ Tommasi 60’ | Marcatori | 25’ Nebbia 70’ Panzeri |

#### Girone di ritorno
| Arbitro: | Sardi (Genova) |

|            |           |               |
| Nebbia 14’ | Marcatori | 40’ A. Savani |

| Arbitro: | Beretta (Novi Ligure) |

|          |           |            |
| Lodi 22’ | Marcatori | 21’ Marini |

| Arbitro: | Galassi (Torino) |

|                 |           |            |
| Boni 32’ (rig.) | Marcatori | 14’ Buschi |

| Arbitro: | Scorzoni (Bologna) |

|           |           |  |
| D. Gay 5’ | Marcatori |  |

| Arbitro: | Carraro (Padova) |

|                                                    |           |  |
| Galimberti 2’, 22’, 24’ Buschi 42’ G. Cornolti 46’ | Marcatori |  |

| Arbitro: | Gonani (Ravenna) |

|                            |           |  |
| R. Zanolla 16’ Rigotti 43’ | Marcatori |  |

| Arbitro: | Gonani (Ravenna) |

|  |           |            |
|  | Marcatori | 72’ Rivolo |

| Arbitro: | Carraro (Padova) |

|                                           |           |             |
| Ferrero 50’ Frassoldati 62’ Vignolini 85’ | Marcatori | 19’ Perduca |

| Arbitro: | Scorzoni (Bologna) |

|  |           |           |
|  | Marcatori | 36’ Gabba |

| Bergamo 18 maggio 1930 27ª giornata | Atalanta           | 0 – 0 | Novara | Stadio Mario Brumana\| Arbitro: \| Brighenti (Trento) \| |
| Arbitro:                            | Brighenti (Trento) |       |        |                                                          |

| Bari 25 maggio 1930 28ª giornata | Bari                 | 0 – 0 | Atalanta | Campo degli Sports\| Arbitro: \| Pessato (Monfalcone) \| |
| Arbitro:                         | Pessato (Monfalcone) |       |          |                                                          |

| Arbitro: | Galassi (Torino) |

|            |           |                  |
| Gorini 31’ | Marcatori | 53’ F. Simonetti |

| Arbitro: | Beretta (Novi Ligure) |

|                                             |           |  |
| Perduca 15’ G. Cornolti 20’, 65’ Casati 32’ | Marcatori |  |

| Arbitro: | Scorzoni (Bologna) |

|  |           |                  |
|  | Marcatori | 54’ F. Simonetti |

| Arbitro: | Gonani (Ravenna) |

|                  |           |               |
| F. Simonetti 48’ | Marcatori | 36’ Montiglio |

| Arbitro: | Tassinari (Firenze) |

|           |           |                  |
| Engel 30’ | Marcatori | 43’ F. Simonetti |

| Bergamo 6 luglio 1930 34ª giornata | Atalanta           | 0 – 0 | Verona | Stadio Mario Brumana\| Arbitro: \| Brunelli (Bologna) \| |
| Arbitro:                           | Brunelli (Bologna) |       |        |                                                          |

## Statistiche

### Statistiche di squadra
| Competizione | Punti | In casa | In casa | In casa | In casa | In casa | In casa | In trasferta | In trasferta | In trasferta | In trasferta | In trasferta | In trasferta | Totale | Totale | Totale | Totale | Totale | Totale | DR  |
| Competizione | Punti | G       | V       | N       | P       | Gf      | Gs      | G            | V            | N            | P            | Gf           | Gs           | G      | V      | N      | P      | Gf     | Gs     | DR  |
| ------------ | ----- | ------- | ------- | ------- | ------- | ------- | ------- | ------------ | ------------ | ------------ | ------------ | ------------ | ------------ | ------ | ------ | ------ | ------ | ------ | ------ | --- |
| Serie B      | 37    | 17      | 9       | 5       | 3       | 26      | 9       | 17           | 2            | 10           | 5            | 11           | 17           | 34     | 11     | 15     | 8      | 37     | 26     | +11 |

### Statistiche dei giocatori
| Giocatore       | Serie B  | Serie B |
| Giocatore       | Presenze | Reti    |
| --------------- | -------- | ------- |
| F. Baj          | 1        | 0       |
| E. Boninsegna   | 0        | 0       |
| F. Bettoni      | 0        | 0       |
| G. Bruschieri   | 6        | 0       |
| R. Buschi       | 25       | 3       |
| V. Casati       | 33       | 1       |
| C. Ceresoli     | 34       | 0       |
| F. Colombo      | 5        | 0       |
| G. Cornolti     | 24       | 6       |
| R. Cornolti     | 34       | 0       |
| G. Delvai       | 1        | 0       |
| G. Galimberti   | 20       | 4       |
| U. Lodi         | 33       | 5       |
| A.P. Maffezzoli | 3        | 0       |
| A. Nebbia       | 13       | 2       |
| G. Panzeri      | 20       | 7       |
| G. Perani       | 0        | 0       |
| A. Perduca      | 34       | 2       |
| E. Scarpellini  | 13       | 0       |
| F. Simonetti    | 22       | 5       |
| G. Varasi       | 21       | 0       |
| G. Volta        | 32       | 0       |